# Chris Knight

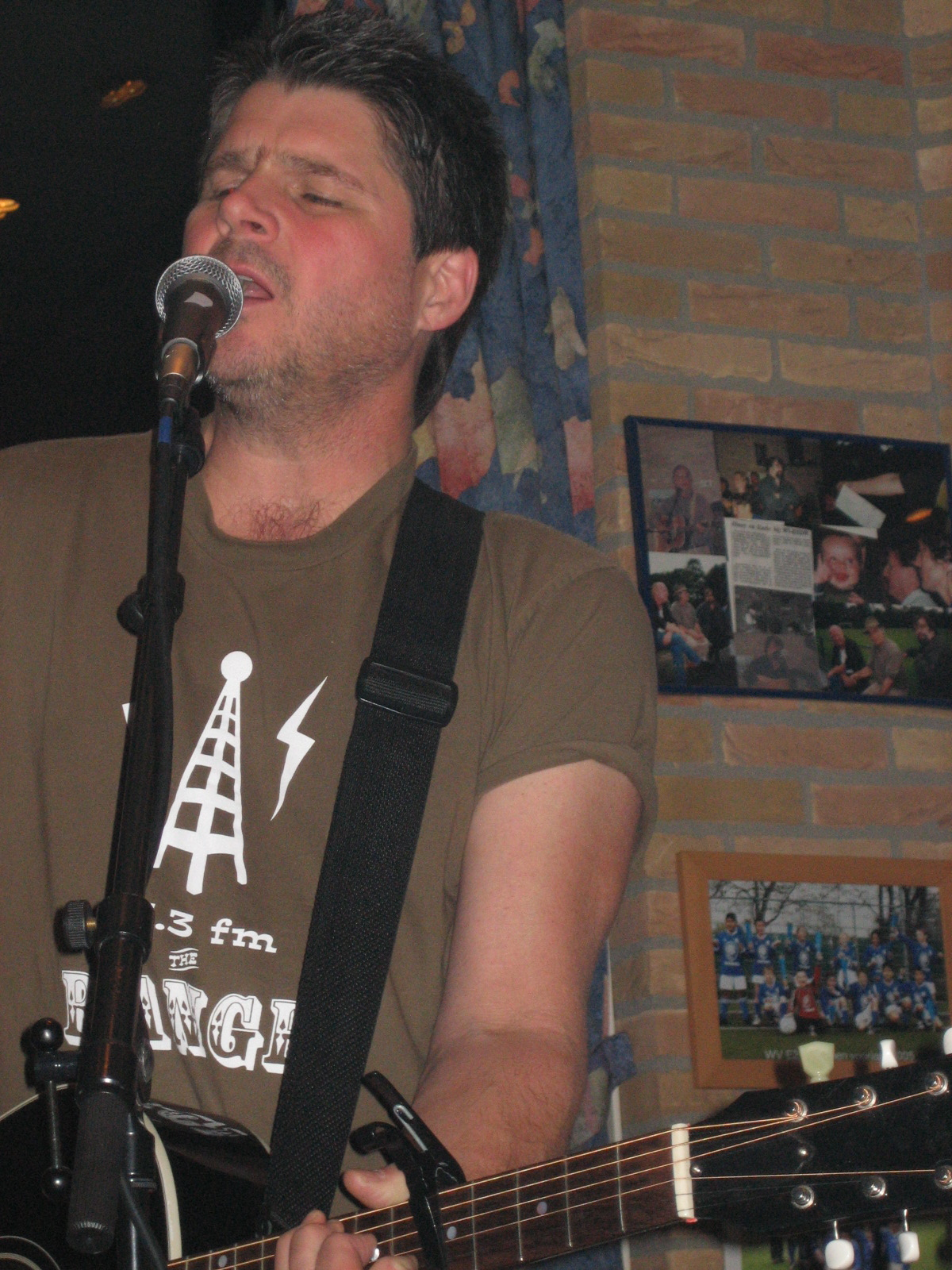
Chris Knight 2007

Chris Knight (* 24. Juni 1960 in Slaughters, Kentucky) ist ein US-amerikanischer Sänger und Songwriter des Alternative Country.

## Leben
Chris Knight wuchs in der Bergarbeiterstadt Slaughters im US-Bundesstaat Kentucky auf. Schon als Dreijähriger wünschte er sich eine Plastikgitarre zu Weihnachten – und mit 15 brachte er sich auf der Gitarre seines älteren Bruders Dutzende von  John-Prine-Songs bei. Nach seinem Abschluss in Agrarwissenschaften auf der Western Kentucky Universität arbeitete er zehn Jahre lang als Prüfer und Berater im Bereich der Rekultivierung und Urbarmachung von Flächen, die vom Bergbau belastet wurden. Diese Tätigkeit prägt bis heute seine Songs, ebenso wie sein Aufwachsen in eher ärmlichen Verhältnissen: Sein Werk ist durchzogen von Figuren, die ihr Land verloren, in Trailer Parks leben, die nie eine Chance hatten oder sich in veränderten Verhältnissen nicht mehr zurechtfinden.
1986 hörte er Steve Earle im Radio – das veränderte sein Leben grundlegend. Denn er begann unter diesem Einfluss damit, Songs zu schreiben. Es dauerte noch sechs Jahre, bis er nach Nashville ging, wo er auf Anhieb den Songwriter's Night-Wettbewerb im legendären Bluebird Cafe gewann. Das brachte ihm auch gleich einen Plattenvertrag ein – mit dem Mini-Label Bluewater Music. Der Produzent, der in Nashville auf Chris Knight aufmerksam geworden war, wurde kurz darauf von Decca Records angeworben – und nahm den unbekannten Songwriter mit. So erschien das Debüt von Knight 1998 bei Decca. Als die CD erschien, lebte Knight wieder in seinem Heimatort in einem Wohnwagen. Aber schon bald wurde sein Name bekannt in der Szene des Alternative Country, hauptsächlich in Texas – und in Europa. Er galt schon nach den ersten Veröffentlichungen als talentierter Autor und Komponist, dem immer wieder eine seltene Gratwanderung gelingt: Chris Knight erzählt äußerst prägnante, durchstrukturierte Geschichten von echten Menschen, verpackt sie aber in griffige Melodien und durchaus eingängige Songstrukturen, die im Singer-Songwriter-Genre selten sind.
Einem größeren Publikum  wurde Knight zuerst aber nicht durch eigene Veröffentlichungen bekannt. Es waren seine Songs, die von anderen Künstlern aufgenommen wurden und ihm so Reputation verschafften: Confederate Railroad, John Anderson, Fred Eaglesmith und Randy Travis nutzten seine Kompositionen. Sein bekanntester Song wurde She Couldn't Change Me, der in der Version von Montgomery Gentry zu einem Hit wurde. Da er besonders in Texas populär war, ernannte ihn Gouverneur Rick Perry zum Ehren-Texaner.

## Diskografie
- Chris Knight (1998)
- A Pretty Good Guy (2001)
- The Jealous Kind (2003)
- Enough Rope (2006)
- The Trailer Tapes (2007)
- Heart Of Stone (2008)
- Trailer II (2009)
- Little Victories (2012)
- Almost Daylight (2019)